# Gilbert (Arkansas)
Gilbert é uma vila localizada no estado americano de Arkansas, no Condado de Searcy.

## Demografia
Segundo o censo americano de 2000, a sua população era de 33 habitantes.
Em 2006, foi estimada uma população de 32, um decréscimo de 1 (-3.0%).

## Geografia
De acordo com o United States Census Bureau, a localidade tem uma área de 0,8 km².

## Localidades na vizinhança
O diagrama seguinte representa as localidades num raio de 28 km ao redor de Gilbert.